# 15843 Comcom
15843 Comcom eller 1995 SO3 är en asteroid i huvudbältet som upptäcktes den 20 september 1995 av de båda japanska astronomerna Kazuro Watanabe och Kin Endate vid Kitami-observatoriet. Den är uppkallad efter det vetenskapliga muséet Com Com i Fukushima, Japan.
Asteroiden har en diameter på ungefär 6 kilometer.